# Jonas Parello-Plesner
Jonas Parello-Plesner (født 21. november 1973) er en dansk sikkerhedspolitisk ekspert og direktør for Alliance of Democracies Foundation, der blev stiftet af tidligere statsminister i Danmark og tidligere generalsekretær for NATO Anders Fogh Rasmussen.[kilde mangler] Parello-Plesner er tidligere diplomat for Danmark og har arbejdet med Kina, USA og Europa.[kilde mangler] Sammen med Mathieu Duchatel skrev han bogen China's Strong Arm: Protecting Citizens and Assets Abroad for International Institute for Strategic Studies (IISS) i London, som beskriver, hvordan Kinas strategiske tænkning påvirkes af at have kinesiske arbejdere og virksomheder i frontlinjen i skrøbelige stater med konkrete studier af kinesiske evakueringer i Libyen i 2011, Sudan i 2013 og Yemen i 2015.[kilde mangler] Parello-Plesner er dansk-fransk, og hans fædres bedsteforældre flygtede fra Spanien til Frankrig under og efter den spanske borgerkrig.

Han har kommenteret på TV for CNN, Fox News, Euronews, DR1, DR2 samt TV 2 News og har løbende skrevet om kinesisk og amerikansk udenrigspolitik for blandt andet Financial Times, Newsweek og Berlingske. I 2018 var han med den franske flåde på navigationsfrihedsmanøvre i det Sydkinesiske Hav, som han har skrevet om for Wall Street Journal, The American Interest og i radioen for P1.

Parello-Plesner er også tilknyttet tænketanken German Marshall Fund i Washington DC og har tidligere arbejdet for tænketanken Hudson Instituttet, også i Washington. Fra 2013 til 2017 boede han i Washington og var som dansk diplomat med til at opstarte samarbejdet med Donald Trump-administrationen efter valget i 2016. Tidligere har han arbejdet for tænketanken European Council on Foreign Relations og bl.a skrevet artikler sammen med Lykke Friis. Han sidder i Advisory Board for Tænketanken Europa.